# Onville
Onville település Franciaországban, Meurthe-et-Moselle megyében. Lakosainak száma 509 fő (2022. január 1.).

## Fekvése
Onville Gorze, Bayonville-sur-Mad, Chambley-Bussières, Pagny-sur-Moselle, Prény, Vandelainville, Villecey-sur-Mad és Waville községekkel határos.

## Népesség
A település népességének változása:
| Lakosok száma | 389  | 452  | 453  | 527  | 542  | 543  | 527  | 519  | 516  | 509  |
|               | 1968 | 1982 | 1990 | 2006 | 2013 | 2015 | 2017 | 2019 | 2020 | 2022 |